# Август Стріндберг
Юхан Август Стріндберг, також Авґуст Стрінберґ (швед. Johan August Strindberg; 21 січня 1848, Стокгольм — 14 травня 1912, Стокгольм) — шведський письменник-прозаїк, драматург і живописець, основоположник сучасної шведської літератури та сучасного театру. За 40 років активної діяльності написав понад 60 п'єс та понад 30 інших творів, включно з автобіографією.

## Біографія
Батько письменника був негоціантом з аристократичного роду, мати — служницею. У 1867—1872 роках вчився в Уппсальському університеті. У 1872 написав свою першу драму «Местер Улуф», проте Королівський драматичний театр відмовився ставити цей твір. Тільки у 1881 році прем'єра драми відбулася. Замолоду був дуже бідним, тому спробував низку професій (вчителя, бібліотекаря, актора та інші).
Його дочка Карін Стріндберг одружилася з російським революціонером Володимиром Мартиновичем Смирновим.
У розвитку стилю Стріндберґа відправною платформою був натуралізм, а кінцевою — той ранній експресіонізм, який вже з кінця XIX століття виникав епізодично в літературі низки європейських країн.
У політиці дотримувався соціалістичних, навіть анархічних поглядів, що зобразилося в його літературному доробку.
Окрім цього, Стріндберг захоплювався живописом, фотографією та окультними вченнями. Його найхимернішим захопленням була алхімія, причому пошуки золота було вмотивовано політичними поглядами — мріями про докорінну зміну світового суспільного устрою.
На честь Стріндберга названий кратер на планеті Меркурій та астероїд.

## Особисте життя
Стріндберг був тричі одружений.
- Перший шлюб: Сірі фон Ессен (1877—1891). Четверо дітей: Керстін (померла незабаром після народження), Карін, Грета та Ганс.
- Другий шлюб: Фріда Уль (1893—1897). Дочка Керстін, син Фрідріх (фактично не син Стріндберга, але юридично визнаний ним).
- Третій шлюб: Харрієт Боссе (1901—1902). Дочка Анн-Марі.

## Бібліографія

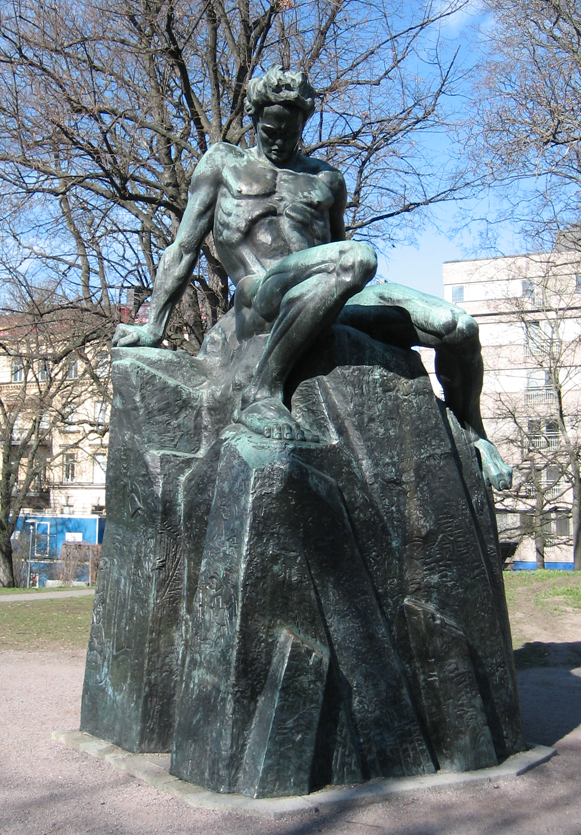
Пам'ятник Стріндберґу роботи Карла Ельда (1942) у Стокгольмі

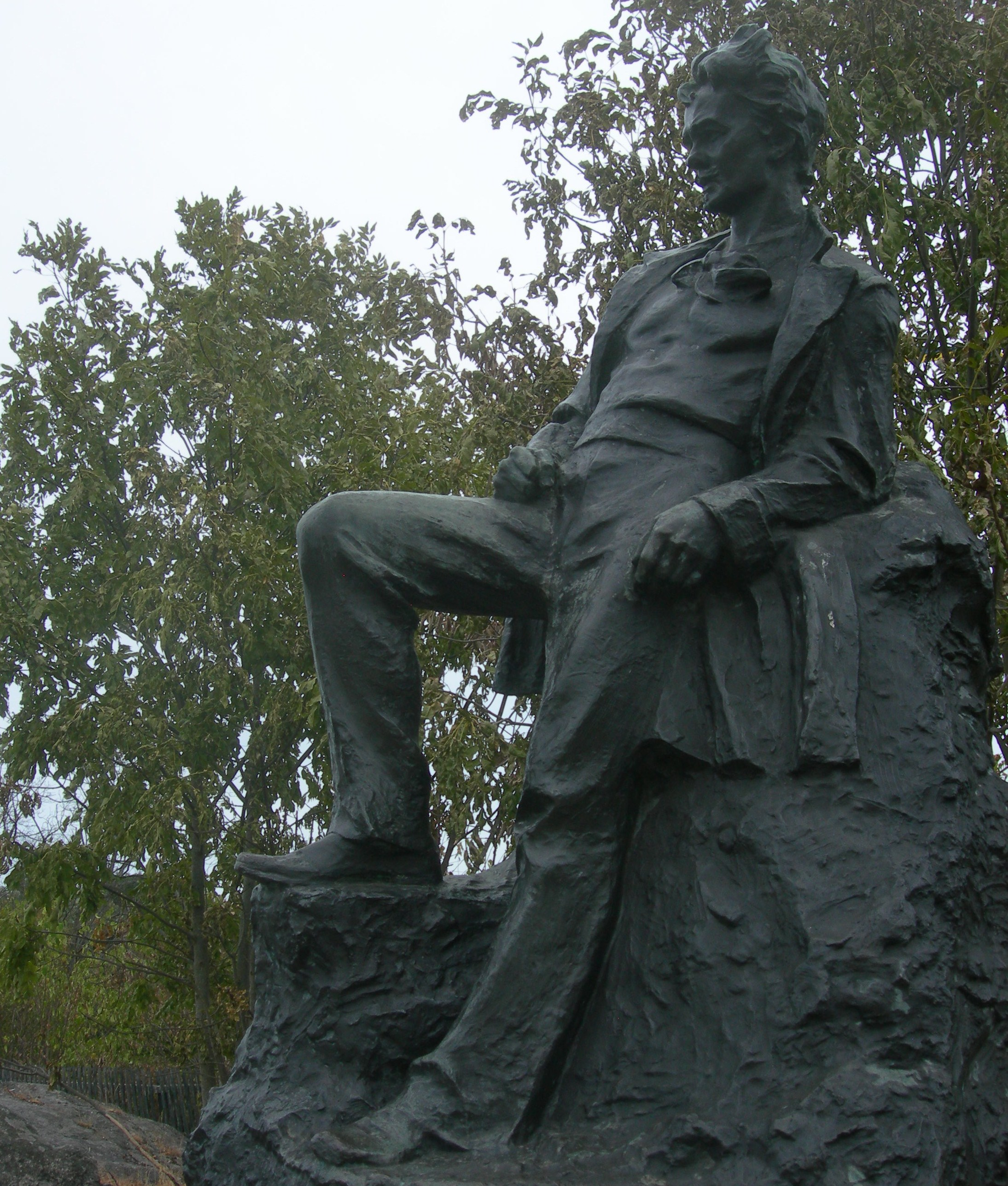
Пам'ятник Стріндбергу роботи Карла Ельда у Стокгольмі

## Переклади українською
- Август Стрінберг. Над хмарами. оповіданє. Пер. В. [Гнатюк. — 1901, т. 14, ч. І: 336 - 343. II.]
- Август Стрінберг.Питання сумління; оповіданє. З нім. пер. В. [Гнатюк. — 1901, т. 15, ч. І: 91 - 107. II.]
- Август Стрінберг. Червона кімната. Оповідання. Переклала зі шведської Ольга Сенюк – Київ: «Дніпро», 1983 – 454 с. (серія: Вершини світового письменства)
- Авґуст Стрінберґ. Червона кімната. Переклала зі шведської Ольга Сенюк – Київ: «Ще одну сторінку», 2023.
- Авґуст Стрінберґ. Нікуди не дінешся. Оповідання. Переклала зі шведської Ольга Сенюк – Київ: «Ще одну сторінку», 2024.

## Галерея

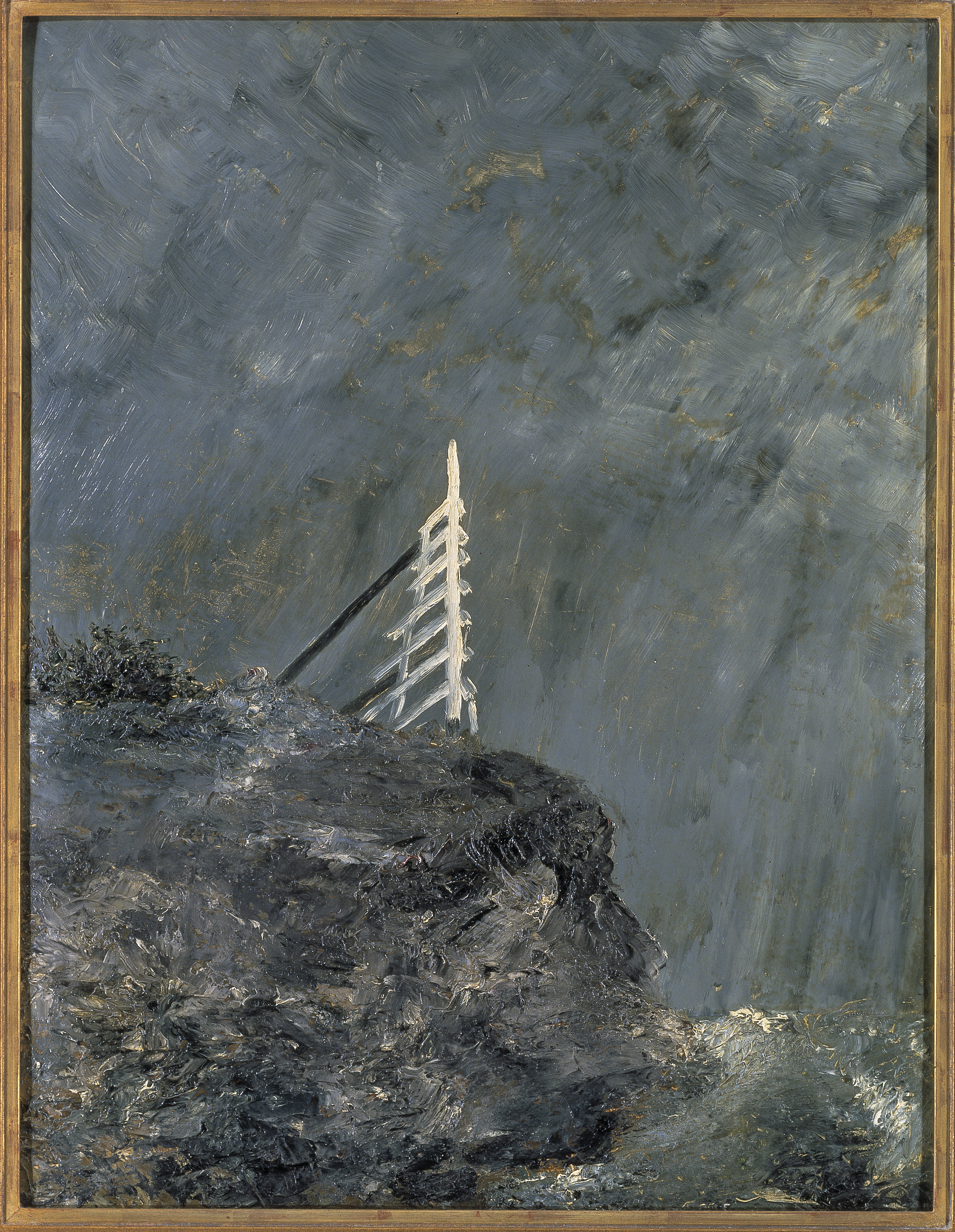
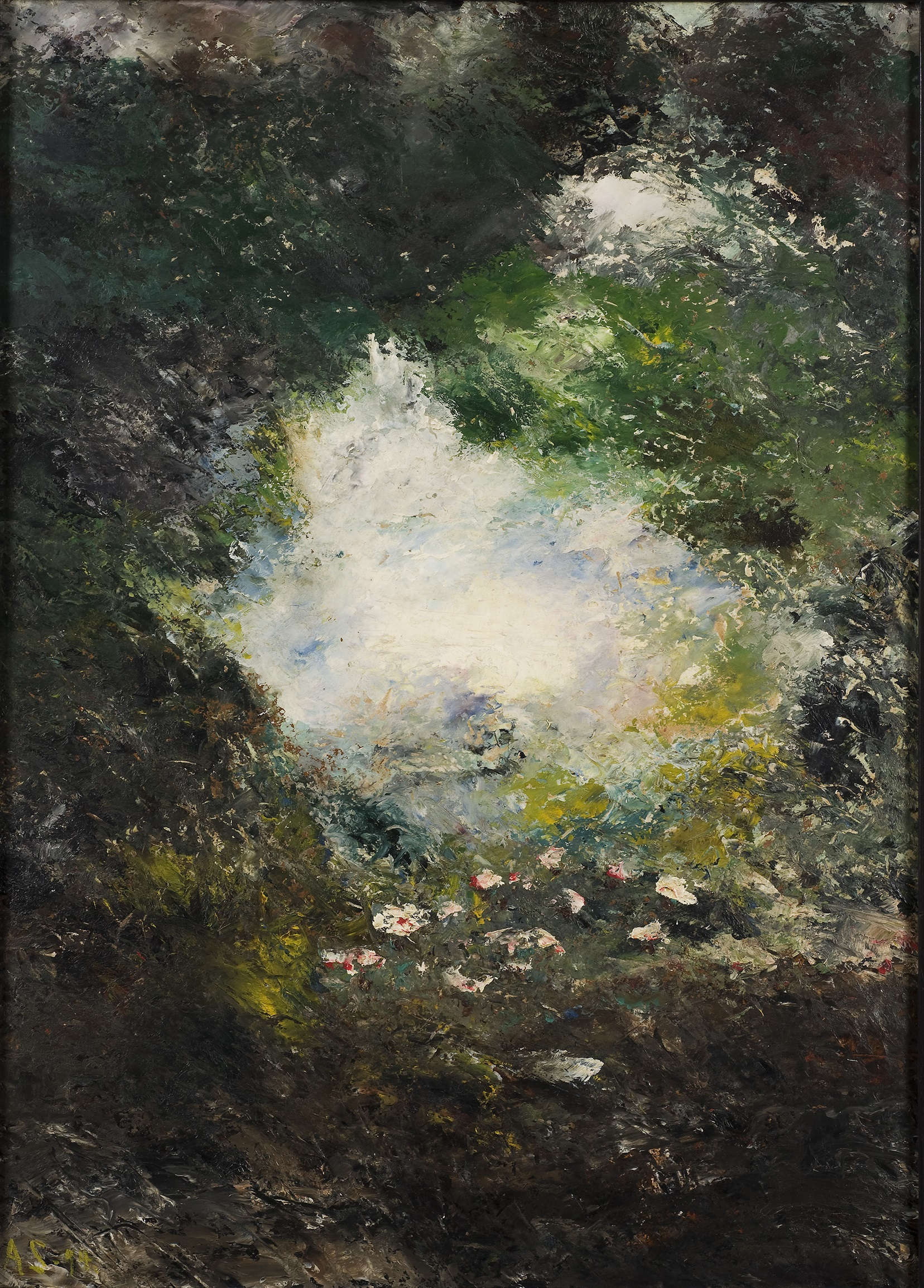
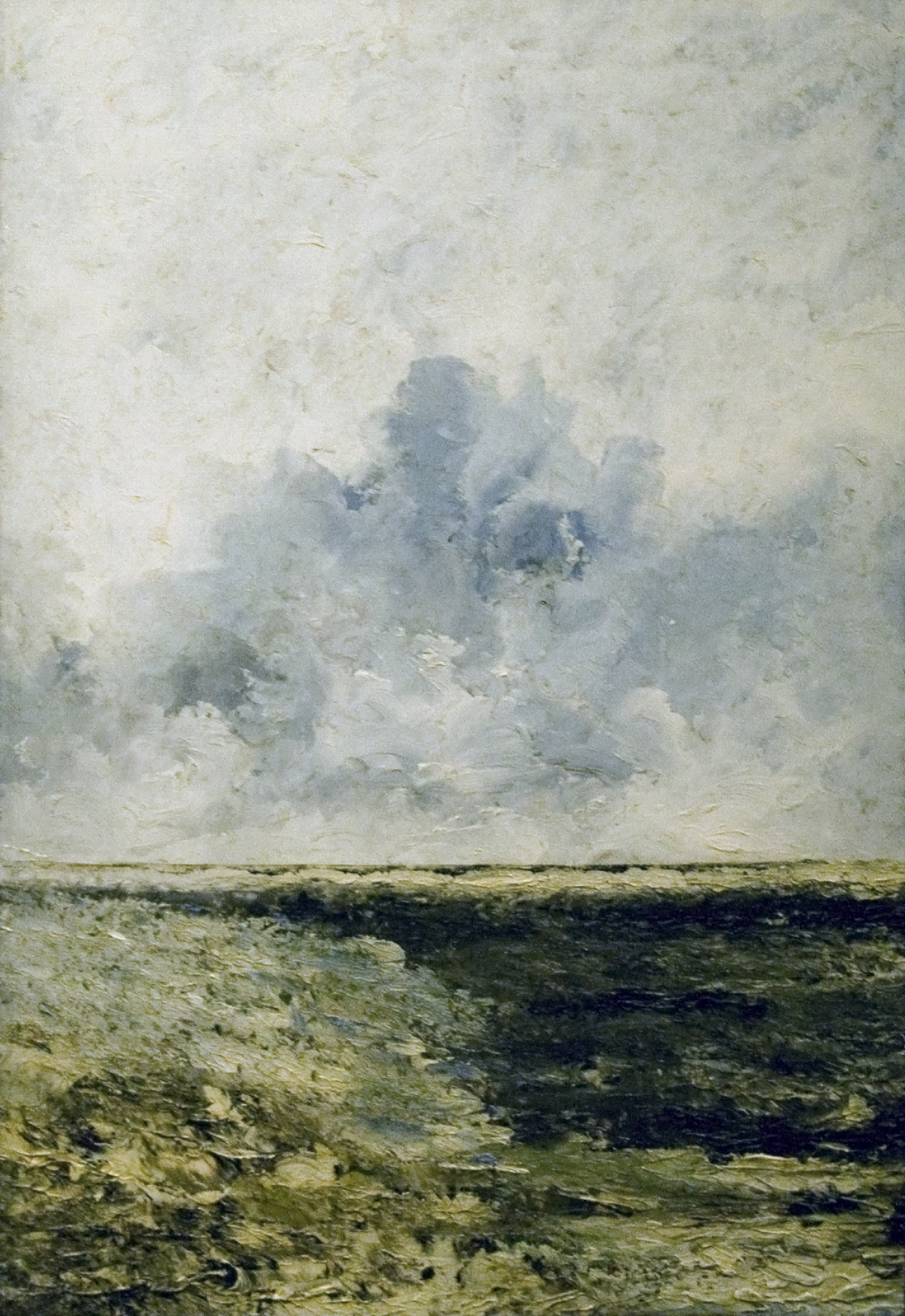
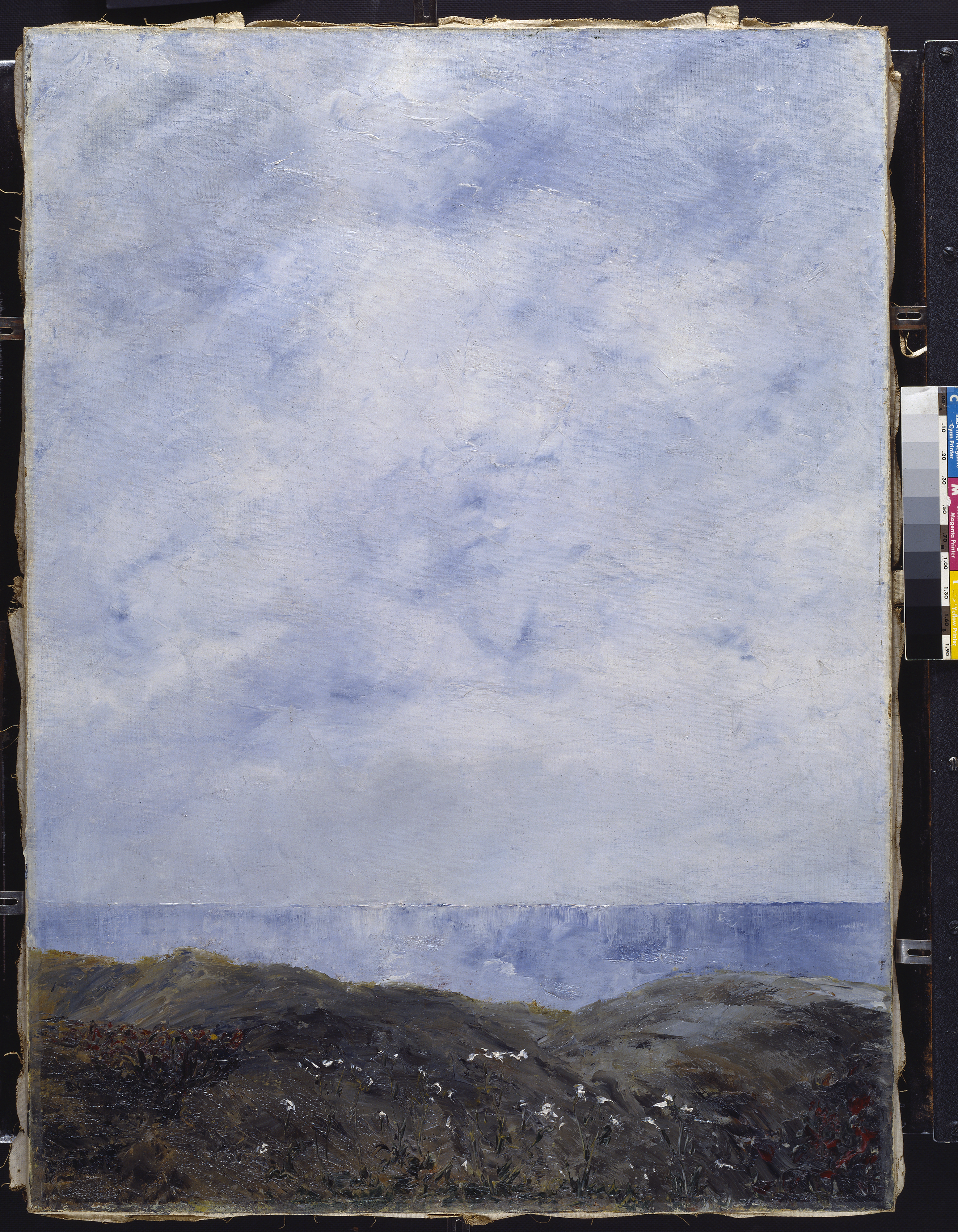
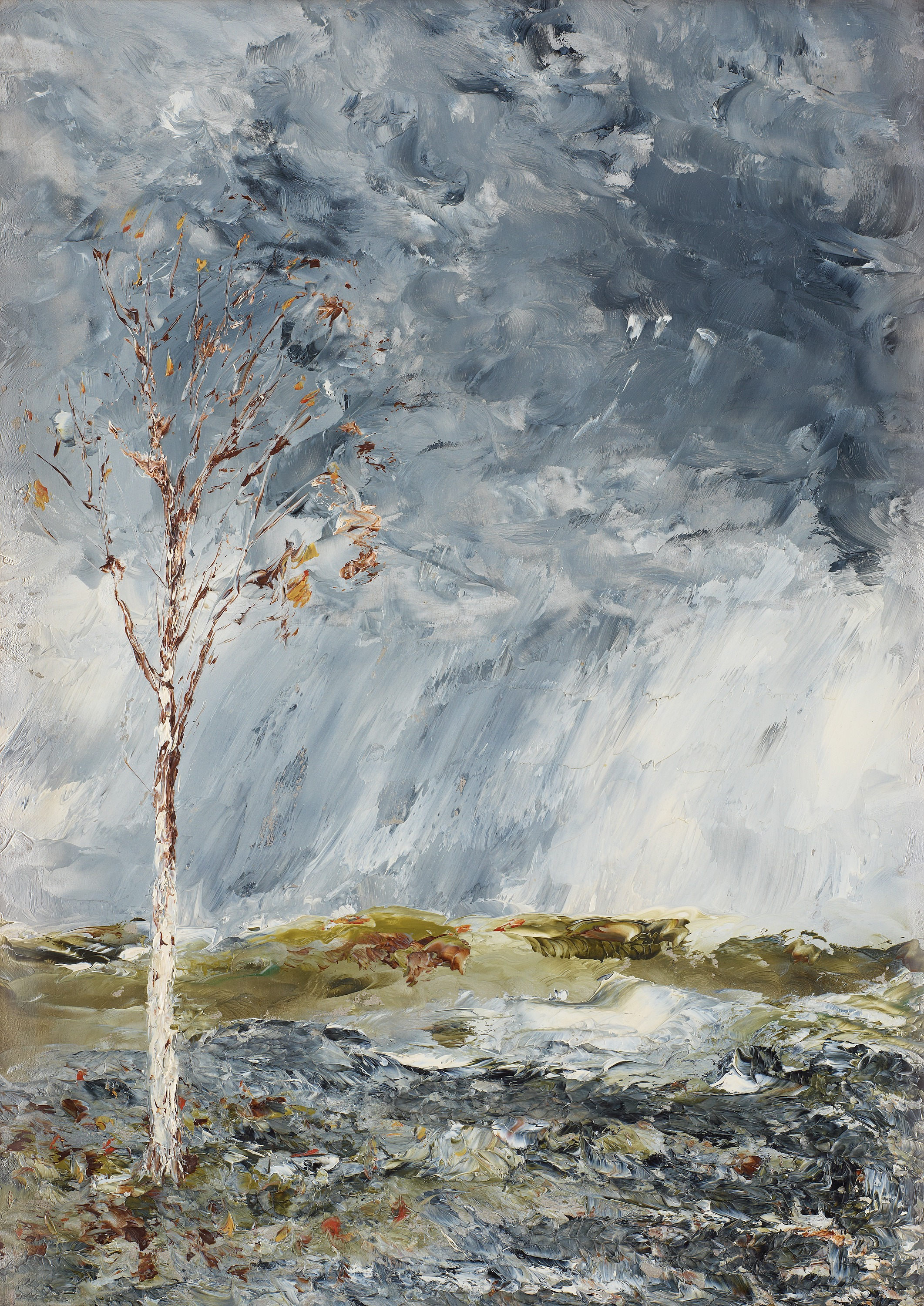
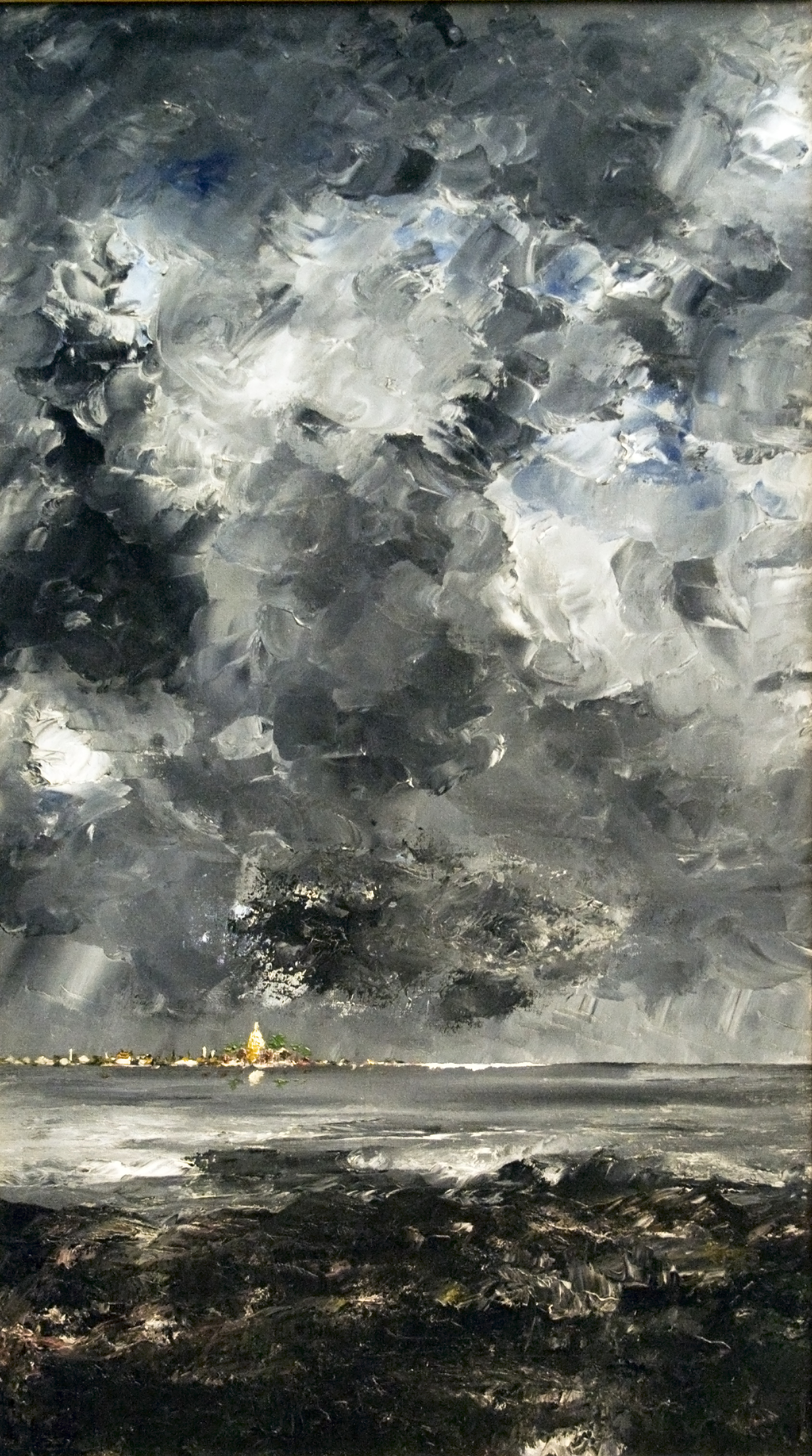
Місто